# Kakkuri (sjö)
Kakkuri är en sjö i Finland. Den ligger i Nystads stad i landskapet Egentliga Finland, i den sydvästra delen av landet, 190 km väster om huvudstaden Helsingfors. Kakkuri ligger 13 meter över havet. Arean är 1,1 hektar och strandlinjen är 0,42 kilometer lång. Sjön  ingår i Skärgårdshavets kustområde, Åland.   I omgivningarna runt Kakkuri växer i huvudsak barrskog.